# Realengo de Aralar

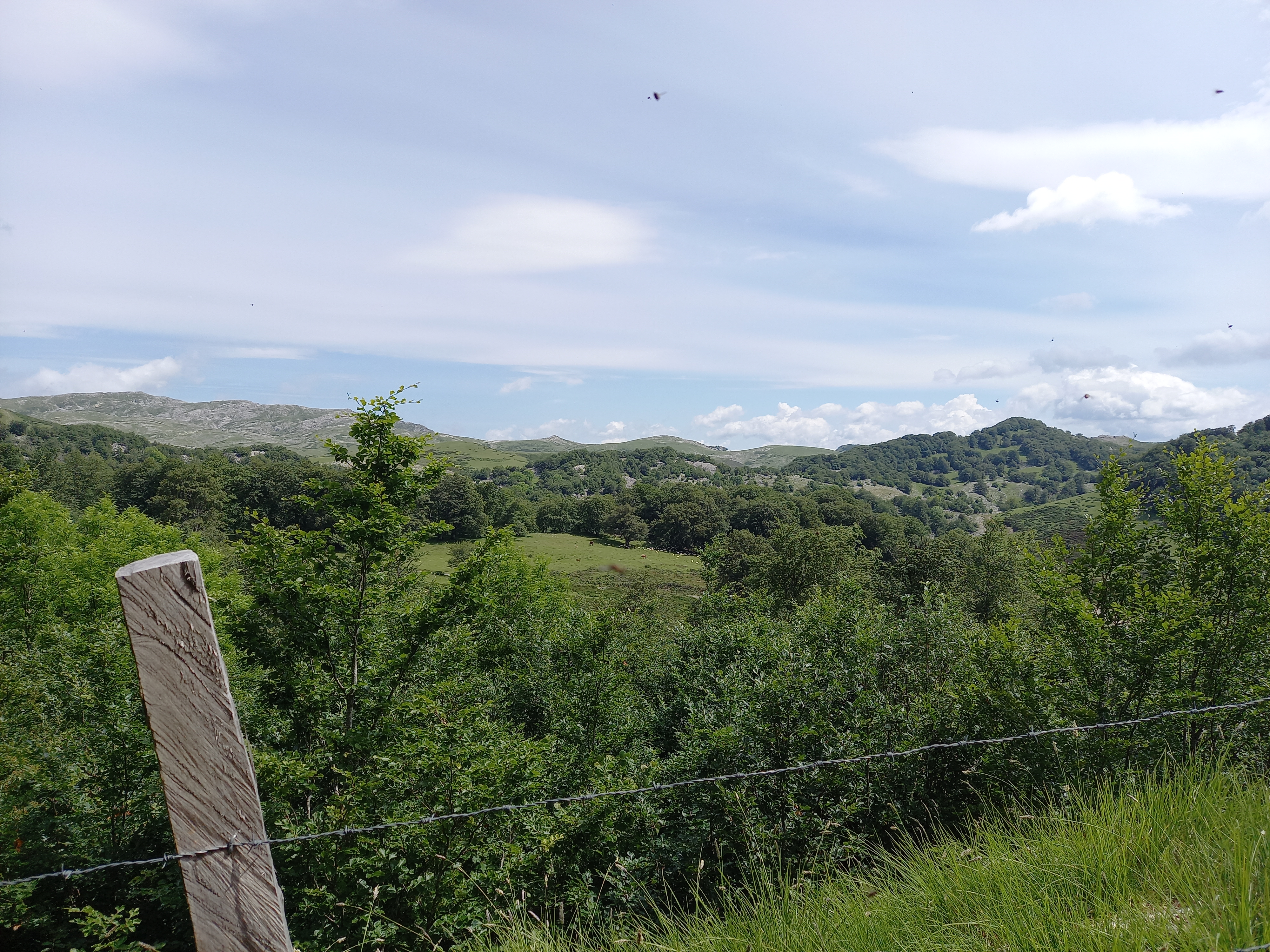
El Real Departamento de Aralar, desde la frontera de Arbizu hacia Intzezelai.

Se conoce con el nombre de Realengo de Aralar a un área de 2195 hectáreas (22,0 km²) de bosques y pastizales situada en el sector navarro de la Sierra de Aralar y que queda catalogado como el Monte de Utilidad Pública de Navarra n.º 8. En su origen formó parte del patrimonio real del Reino de Navarra y cuya titularidad pasó después al patrimonio real español y que con la implantación del liberalismo en España pasó a ser propiedad del Estado. En 1987, en aplicación de lo previsto en la Ley Orgánica 13/1982 , de Reintegración y Amejoramiento del Régimen foral de Navarra, la titularidad de este territorio fue transmitido a la Comunidad Foral de Navarra.

## Historia
Los reyes de Navarra fueron concediendo el privilegio de hacer aprovechamiento forestal, ganadero y cinegético del realengo a varias localidades navarras situados en el entorno de la Sierra de Aralar: los pueblos de Echarri-Aranaz, Lizarragabengoa, valle de Ergoyena (Lizarraga, Torrano y Unanua), villas separadas de Arbizu, Lacunza, Arruazu e Irañeta, valle de Araquil (Yábar y Villanueva), valle de Larráun (Errazquin), villa de Betelu y valle de Araiz (Inza, Gaínza, Urtegui, Azcárate, Arriba y Atallo). La unión de estos pueblos se llamó antiguamente Araiñaz, actualmente se conoce como la Unión de Aralar..
El régimen de aprovechamiento se fue configurando por los usos y costumbres; a lo largo del siglo XIX se fueron formalizando distintos convenios entre el Estado y los pueblos de la unión de Aralar. Los últimos acuerdos de los años 1860 y 1861 se elevaron a escritura pública en Pamplona el 10 de julio de 1862. Según estos acuerdos, los pueblos tenían derecho gratuito y perpetuo a gozar con los ganados, las hierbas, agua y pastos de Aralar; se reconocía también el derecho a hacer chozas y cubiles para el ganado, cortando para ello árboles y ramas; todos los vecinos tenían derecho a leña para su uso.
A petición de la Diputación de Navarra, recibió del Estado por delegación la administración y gestión técnica del monte de Aralar; el Estado se reservó la aprobación de los proyectos y planes especiales que proponga la Diputación, y tenía derecho a recibir un canon en función de los rendimientos que obtenga la Diputación: El Real Decreto que concede esta delegación se refiere expresamente a la servidumbre de leña y pastos a las que está sometido el monte de Aralar.  Por Real Decreto 334/1867 se transmitieron a la Comunidad Foral de Navarra los montes propiedad del Estado situados en Navarra, entre ellos se incluyó el Monte de Aralar. Posteriormente, mediante la Ley Foral 8/1991, Navarra estableció el régimen de cada uno de esos montes, algunos fueron cedidos a determinadas entidades locales; en el caso de Aralar, Navarra mantuvo su titularidad dominical, disponiendo no obstante que "las entidades locales integradas en la Unión de Aralar, seguirán disfrutando de los aprovechamientos del monte Aralar, que gozan desde tiempo inmemorial".

## Administración
La Unión de Aralar, constituida por representantes de cada una de las 19 entidades locales, tiene atribuida la responsabilidad de reglamentar los aprovechamientos del Realengo de Aralar, la aprobación de los presupuestos, de las ordenanzas y de las contratas de obras y servicios dentro del realengo.
La presidencia de la Unión de Aralar pertenece desde tiempos remotos al pueblo de Lacunza y como tal, el ayuntamiento de esta localidad es, a su vez, la sede de la Unión de Aralar.